# Hypnum salaense
Hypnum salaense là một loài Rêu trong họ Hypnaceae. Loài này được Hampe mô tả khoa học đầu tiên năm 1872.